# Baruch ben Neria
Pour les articles homonymes, voir Baruch.
ברוך בן נריה
Compléments
Contemporain du roi de Juda Sédécias, du roi de Babylone Nabuchodonosor II et du prophète Jérémie
Baruch ben Neria (hébreu : ברוך בן נריה) ou simplement Baruch (qui signifie « Béni ») est un disciple et compagnon du prophète Jérémie, l'un des quatre grands prophètes vétérotestamentaires. Il est issu d'une famille très illustre et connaît admirablement la langue nationale. Il a un frère appelé Seraia qui, avec Sédécias, dernier roi de Juda, se rend à Babylone durant la quatrième année du règne de ce dernier en -594. 

## Biographie
Israélite de la tribu de Juda, Baruch devint le scribe du prophète Jérémie et nota les première et deuxième éditions de ses prophéties telles qu'elles lui étaient dictées, vers l'an 606 av. J.-C.
Il est emmené avec Jérémie à Taphnis en Égypte après l'assassinat du gouverneur Godolias (en), nommé gouverneur après la prise de Jérusalem par Nabuchodonosor II en 586 av. J.-C..
Après la mort de Jérémie, il rejoint les Judéens captifs à Babylone. En 582 av. J.-C., le septième jour du cinquième mois (Av) de la cinquième année où Jérusalem fut brûlée, Baruch ben Neria est à Babylone. C'est là qu'il publie ses prophéties, dans le Livre de Baruch, que les Juifs et les protestants ne reconnaissent pas comme canonique et qui n'existe plus qu'en grec.

## Source
Cet article comprend des extraits du Dictionnaire Bouillet. Il est possible de supprimer cette indication, si le texte reflète le savoir actuel sur ce thème, si les sources sont citées, s'il satisfait aux exigences linguistiques actuelles et s'il ne contient pas de propos qui vont à l'encontre des règles de neutralité de Wikipédia.